# Wilhelm Ahlers (Fußballspieler)
Wilhelm „Derle“ Ahlers (* 1. März 1913; † unbekannt)  war ein deutscher Fußballspieler. Der im Angriff zumeist als Rechtsaußen im damaligen WM-System eingesetzte Offensivspieler gewann mit dem Eimsbütteler TV in den Jahren 1935, 1936, 1940 und 1942 viermal die Meisterschaft in der Gauliga Nordmark und trat mit dem ETV in sieben Spielen in der Endrunde um die deutsche Fußballmeisterschaft an. Mit der Nordmark-Auswahl gewann der Flügelstürmer aus Eimsbüttel 1938 den Reichsbundpokal.

## Laufbahn
Vor der Saison 1934/35 kam der 21-jährige „Derle“ Ahlers von den Schwarz-Gelben des Wilhelmsburg 09 zu den Rot-Weißen vom Stadion am Lokstedter Steindamm, dem Meister der Gauliga Nordmark des Jahres 1934, den Eimsbütteler TV. Spätestens nach dem in der Höhe herausragenden 8:3-Erfolg am 2. Dezember 1934 an der Hoheluft gegen den Hamburger SV gehörte er der Stammbesetzung des Titelverteidigers in der Gauliga Nordmark an. In der Angriffsformation Ahlers, Erwin Stührk, Herbert Panse, Karl Mohr und Willi Reuter erspielte sich der ETV vor 12.000 Zuschauern den imponierenden Erfolg und Ahlers und Panse wurden als tragende Kräfte herausgestellt. Der einmalige Torschütze auf Rechtsaußen wurde als unbedingt gauligareif im Spielbericht des Magazin „Fußball“ beschrieben.
In der Endrunde um die deutsche Fußballmeisterschaft 1935 stürmte Ahlers in allen sechs Gruppenspielen gegen den FC Schalke 04, Hannover 96 und den Stettiner Sport-Club. Er war auch am 26. Mai in Hamburg dabei, als der spätere Deutsche Meister Schalke 04 nach zwei Toren von Herbert Panse mit 2:1 geschlagen werden konnte. In dieser Saison war der Angreifer mit der Gauauswahl von Nordmark im Bundespokal erst im Halbfinale gegen den späteren Sieger Mitteldeutschland am 3. März 1935 mit einer 2:4-Niederlage ausgeschieden. Im Mai dieses Jahres reiste der ETV als erste deutsche Fußballmannschaft per Flugzeug zum Endrundenspiel nach Stettin.
Nach dem Halbfinalerfolg am 27. Februar mit 3:0 gegen Baden folgte am 6. März 1938 in Erfurt im Finale des Reichsbundpokals mit einem 3:1 gegen die Gauauswahl Südwest der größte Erfolg von Ahlers in Reihen der Nordmark-Auswahl. Er bildete dabei mit Vereinskollege Panse den rechten Flügel und der Angriff wurde von Werner Höffmann, Rudolf Noack und Gustav Carstens vom HSV vervollständigt. In der Kriegssaison 1941/42 kam er im Reichsbundpokal in den Spielen gegen Niederschlesien (3:0) und Köln/Aachen (6:0) wiederum auf Rechtsaußen zum Einsatz; im Halbfinale wie auch im Endspiel am 15. November 1942 wurde er von Esegel Melkonian vertreten. Insgesamt wird der spielfreudige Flankengeber am rechten Flügel mit elf Wettbewerbsspielen für den Nordmark geführt.
Im Tschammerpokal war Ahlers für den ETV in den Spielen gegen den Dresdner SC (1937), Borussia Dortmund (1939) und gegen Werder Bremen am 13. Juli 1941 (1:2) aufgelaufen.
Nach Ende des Zweiten Weltkriegs bestritt der 35-jährige Senior noch zwei Oberligaspiele mit Eimsbüttel: Am 26. September 1948 bei einem 2:1-Heimerfolg gegen den Hamburger SV und am 14. November 1948 bei einer 0:1-Auswärtsniederlage bei Werder Bremen.

## In der Erinnerung
Der Tübinger Rhetorikprofessor und Literaturwissenschaftler Walter Jens schwärmte noch viele Jahre später von der Gaumeistermannschaft aus Eimsbüttel: „Wenn ich den letzten Goethe-Vers vergessen habe, werde ich den Eimsbütteler Sturm noch aufzählen können.“ Und er tat es 1974 im Buch „Netzer kam aus der Tiefe des Raumes“: „Derle Ahlers, Otto Rohwedder, Herbert Panse, Kalli Mohr und Hanno Maack“.